# Waltraud Mester
Waltraud Mester är en före detta östtysk handbollsspelare. Hon blev världsmästare med Östtysklands damlandslag i handboll 1971.
Waltraud Mester spelade först för klubben SC Empor Rostock i Oberliga, den högsta ligan i Östtyskland. Med Rostock blev hon östtysk mästare 1966 och 1967.  i Europacupen 1967/1968 nådde Empor Rostock finalen men förlorade till Zalgiris Kaunas. 1971 spelade hon för klubben TSC Berlin.
Mester spelade för Östtyskland i världsmästerskapet i handboll för damer 1971 i Nederländerna och blev världsmästare med laget. Hon spelade fem matcher i turneringen och gjorde 4 mål.